# Felip Hurepel
Felip de França i de Merània o Felip Hurepel (1200 - 1234) fou príncep de França i comte de Clermont (1218-1234) i de Mortain (1223-1234) i consort dels comtats d'Aumale, Boulogne i del Dammartin (1216-1234)

## Família
Fou el primer fill del tercer matrimoni del rei Felip II de França amb Agnès de Merània. Fou germà, per part de pare, del futur rei Lluís VIII de França.

Escut d'armes de Felip Hurepel

El 1216 es casà amb la comtessa Matilda II de Bolonya, filla de Renaud de Dammartin i Ida de Lorena. Del matrimoni nasqueren:
- la princesa Joana de França (1219-1252), casada amb el comte de Nevers, Gaucher de Châtillon, no va tenir successió
- el príncep Alberic (Aubri) de França (1222-després de 1284), comte de Clermont, que abandonarà les seves possessions a la seva germana per marxar a Anglaterra

## Política
En 1216 el rei Felip II el va fer casar amb Mafalda de Dammartin (vers 1202-1259), comtessa titular de Boulogne, de Dammartin i d'Aumale, filla de Renald de Dammartin i d'Ida de Lorena. El 1218 el seu pare li va cedir el comtat de Clermont. Com a comte de Boulogne va decidir integrar la vila baixa a la resta de la vila o alta, i va fer reconstruir les muralles basant-se en les restes romanes fent construir també un castell sobre les ruïnes d'un fortí, el que va donar a la vila alta el seu aspecte actual. El 1223 el rei li va cedir el comtat de Mortain.
El 1226 va fer la croada albigesa amb el seu germà Lluís VIII de França. El 1229 fou part dels senyors descontents amb la regència de Blanca de Castella i va participar en la revolta, però després fou perdonat. Va fer construir llavors un sistema de fortificacions i muralles a l'entorn de Calais i Hucqueliers, i la nau de l'església de Nostra Senyora. Algunes fonts diuen que va matar accidentalment al comte Florenci IV d'Holanda en el curs d'una justa o torneig organitzat a Corbie (Somme) el juliol de 1234 i al seu torn fou mort pel comte Teodoric V de Clèveris († 1260).
La seva filla Joana va heretar els comtat de Clermont i Mortain (per renúncia del seu germà Alberic o Aubri) però a la seva mort (1252) van tornar a la corona. La vídua va conservar els altres comtats i es va casar en segones noces amb Alfons III de Portugal i a la seva mort les comtats se separaran passant el d'Aumale a una neboda (filla del seu germà Simó), el de Dammartin a Mateu de Trie i el de Boulogne a Adelaida de Brabant.